# Pac-Man Battle Royale
Pac-Man Battle Royale est un jeu vidéo de labyrinthe développé et édité par Namco Bandai Games, sorti en 2011 sur borne d'arcade. Il a été également adapté pour les casinos.